# New Orleans Challenger 2007
Il New Orleans Challenger 2007 è stato un torneo di tennis facente parte della categoria ATP Challenger Series nell'ambito dell'ATP Challenger Series 2007. Il torneo si è giocato a New Orleans negli Stati Uniti dal 10 settembre 2007 su campi in cemento.

## Vincitori

### Singolare
Kevin Anderson ha battuto in finale  Sam Warburg con il punteggio di 6–4, 6–0

### Doppio
Kevin Anderson /  Ryler Deheart hanno battuto in finale  Rajeev Ram /  Bobby Reynolds con il punteggio di 6–2, 6–3